# Rhipidura javanica
El abanico pío (Rhipidura javanica) es una especie de ave paseriforme de la familia Rhipiduridae propia del sudeste asiático. Se encuentra en el sur de Birmania, Indochina, Malaca y las islas de la Sonda.

## Subespecies
Se han descrito las siguientes subespecies:
- Rhipidura javanica longicauda
- Rhipidura javanica javanica
- Rhipidura javanica nigritorquis